# Linevitshia yezoensis
Linevitshia yezoensis är en tvåvingeart som beskrevs av Hideki Endo 2007. Linevitshia yezoensis ingår i släktet Linevitshia och familjen fjädermyggor. Inga underarter finns listade i Catalogue of Life.